# Mianmar nos Jogos Olímpicos de Verão de 1996
Mianmar participou dos Jogos Olímpicos de Verão de 1996 em Atlanta, Estados Unidos.